# Circonscription électorale de Kyoto
La circonscription électorale de Kyoto (京都府選挙区, Kyōto-fu senkyo-ku) est une subdivision électorale de la Chambre des conseillers du Japon, représentant la préfecture de Kyoto. Quatre conseillers y sont élus selon la méthode du vote unique non transférable.

## Conseillers
| Série 1                           | Série 1                           | Série 1                         | Série 1                              | Élection                       | Série 2                          | Série 2                          | Série 2                         | Série 2                         |
| 1er (1947 : 1er, mandat de 6 ans) | 1er (1947 : 1er, mandat de 6 ans) | 2e (1947 : 2e, mandat de 6 ans) | 2e (1947 : 2e, mandat de 6 ans)      | Élection                       | 1er (1947 : 3e, mandat de 3 ans) | 1er (1947 : 3e, mandat de 3 ans) | 2e (1947 : 4e, mandat de 3 ans) | 2e (1947 : 4e, mandat de 3 ans) |
| --------------------------------- | --------------------------------- | ------------------------------- | ------------------------------------ | ------------------------------ | -------------------------------- | -------------------------------- | ------------------------------- | ------------------------------- |
|                                   | Rin'ichi Hatano (ja) (Ind.)       |                                 | Kunihiko Kanie (ja) (PSJ)            | 1947                           |                                  | Hidejirō Ōnogi (ja) (PLJ)        |                                 | Shuichirō Oku (ja) (PLJ)        |
| 1950                              | Rin'ichi Hatano (ja) (Ind.)       |                                 | Kunihiko Kanie (ja) (PSJ)            | Hidejirō Ōnogi (PL)            |                                  | Ikuo Ōyama (Ind.)                |                                 |                                 |
|                                   | Seiichi Inoue (PL)                |                                 | Katsuo Takenaka (ja) (PSJ de gauche) | Hidejirō Ōnogi (PL)            | 1953                             | Ikuo Ōyama (Ind.)                |                                 |                                 |
| ,1956                             | Seiichi Inoue (PL)                |                                 | Katsuo Takenaka (ja) (PSJ de gauche) | Hidejirō Ōnogi (PL)            | Hideo Konishi (ja) (PLD)         |                                  |                                 |                                 |
| 1956                              | Seiichi Inoue (PL)                |                                 | Katsuo Takenaka (ja) (PSJ de gauche) | Tōtarō Fujita (ja) (PSJ)       | Hidejirō Ōnogi (PLD)             |                                  |                                 |                                 |
|                                   | Seiichi Inoue (PLD)               |                                 | Eiichi Nagasue (ja) (PSJ)            | Tōtarō Fujita (ja) (PSJ)       | Hidejirō Ōnogi (PLD)             | 1959                             |                                 |                                 |
| 1962                              | Seiichi Inoue (PLD)               |                                 | Eiichi Nagasue (ja) (PSJ)            | Hidejirō Ōnogi (PLD)           |                                  | Tōtarō Fujita (PSJ)              |                                 |                                 |
|                                   | Seiichi Inoue (PLD)               | Mitsunori Ueki (ja) (PLD)       | 1963,                                | Hidejirō Ōnogi (PLD)           |                                  | Tōtarō Fujita (PSJ)              |                                 |                                 |
| Mitsunori Ueki (PLD)              |                                   | Kazutaka Ōhashi (ja) (PSJ)      | 1965                                 | Hidejirō Ōnogi (PLD)           |                                  | Tōtarō Fujita (PSJ)              |                                 |                                 |
| Mitsunori Ueki (PLD)              | ,1966                             | Kazutaka Ōhashi (ja) (PSJ)      | Yukio Hayashida (PLD)                |                                |                                  | Tōtarō Fujita (PSJ)              |                                 |                                 |
| Mitsunori Ueki (PLD)              | 1968                              | Kazutaka Ōhashi (ja) (PSJ)      | Yukio Hayashida (PLD)                |                                | Kenji Kawada (ja) (PCJ)          |                                  |                                 |                                 |
| Mitsunori Ueki (PLD)              | 1971                              | Kazutaka Ōhashi (ja) (PSJ)      | Yukio Hayashida (PLD)                |                                | Kenji Kawada (ja) (PCJ)          |                                  |                                 |                                 |
| Mitsunori Ueki (PLD)              |                                   | Hanji Ogawa (ja) (PLD)          | Yukio Hayashida (PLD)                | 1974,                          | Kenji Kawada (ja) (PCJ)          |                                  |                                 |                                 |
| Mitsunori Ueki (PLD)              | 1974                              | Hanji Ogawa (ja) (PLD)          | Yukio Hayashida (PLD)                |                                | Kenji Kawada (ja) (PCJ)          |                                  |                                 |                                 |
| Mitsunori Ueki (PLD)              |                                   | Akio Satō (ja) (PCJ)            | Yukio Hayashida (PLD)                | 1977                           | Kenji Kawada (ja) (PCJ)          |                                  |                                 |                                 |
| Mitsunori Ueki (PLD)              | ,1978                             | Akio Satō (ja) (PCJ)            | Minoru Ueda (ja) (PLD)               |                                | Kenji Kawada (ja) (PCJ)          |                                  |                                 |                                 |
| Mitsunori Ueki (PLD)              | 1980                              | Akio Satō (ja) (PCJ)            | Minoru Ueda (ja) (PLD)               | Shinnosuke Kamitani (ja) (PCJ) |                                  |                                  |                                 |                                 |
| Mitsunori Ueki (PLD)              | 1983                              | Akio Satō (ja) (PCJ)            | Minoru Ueda (ja) (PLD)               | Shinnosuke Kamitani (ja) (PCJ) |                                  |                                  |                                 |                                 |
| Mitsunori Ueki (PLD)              | 1986                              | Akio Satō (ja) (PCJ)            | Yukio Hayashida (PLD)                | Shinnosuke Kamitani (ja) (PCJ) |                                  |                                  |                                 |                                 |
|                                   | Teiko Sasano (ja) (Rengō)         |                                 | Yukio Hayashida (PLD)                | Shinnosuke Kamitani (ja) (PCJ) | Yoshihiro Nishida (ja) (PLD)     | 1989                             |                                 |                                 |
| 1992                              | Teiko Sasano (ja) (Rengō)         | Tokiko Nishiyama (ja) (PCJ)     | Yukio Hayashida (PLD)                |                                | Yoshihiro Nishida (ja) (PLD)     |                                  |                                 |                                 |
|                                   | Yoshihiro Nishida (PLD)           | Tokiko Nishiyama (ja) (PCJ)     | Yukio Hayashida (PLD)                |                                | Teiko Sasano (PRD)               | 1995                             |                                 |                                 |
| 1998                              | Yoshihiro Nishida (PLD)           | Tokiko Nishiyama (ja) (PCJ)     |                                      | Tetsurō Fukuyama (ja) (Ind.)   | Teiko Sasano (PRD)               |                                  |                                 |                                 |
|                                   | Yoshihiro Nishida (PLD)           | Tokiko Nishiyama (ja) (PCJ)     | Kōji Matsui (PDJ)                    | Tetsurō Fukuyama (ja) (Ind.)   | 2001                             |                                  |                                 |                                 |
| 2004                              | Yoshihiro Nishida (PLD)           |                                 | Kōji Matsui (PDJ)                    | Tetsurō Fukuyama (PDJ)         |                                  | Satoshi Ninoyu (PLD)             |                                 |                                 |
|                                   | Kōji Matsui (PDJ)                 |                                 | Shōji Nishida (ja) (PLD)             | Tetsurō Fukuyama (PDJ)         | 2007                             | Satoshi Ninoyu (PLD)             |                                 |                                 |
| 2010                              | Kōji Matsui (PDJ)                 |                                 | Shōji Nishida (ja) (PLD)             | Tetsurō Fukuyama (PDJ)         |                                  | Satoshi Ninoyu (PLD)             |                                 |                                 |
|                                   | Shōji Nishida (PLD)               |                                 | Akiko Kurabayashi (PCJ)              | Tetsurō Fukuyama (PDJ)         | 2013                             | Satoshi Ninoyu (PLD)             |                                 |                                 |
| 2016                              | Shōji Nishida (PLD)               |                                 | Akiko Kurabayashi (PCJ)              | Satoshi Ninoyu (PLD)           |                                  | Tetsurō Fukuyama (PDP)           |                                 |                                 |
| 2019                              | Shōji Nishida (PLD)               |                                 | Akiko Kurabayashi (PCJ)              | Satoshi Ninoyu (PLD)           |                                  | Tetsurō Fukuyama (PDP)           |                                 |                                 |
| 2022                              | Shōji Nishida (PLD)               | Akira Yoshii (ja) (PLD)         | Akiko Kurabayashi (PCJ)              |                                | Tetsurō Fukuyama (PDC)           |                                  |                                 |                                 |
|                                   | Shōhei Niimi (ja) (Ishin)         | Akira Yoshii (ja) (PLD)         |                                      | Shōji Nishida (PLD)            | Tetsurō Fukuyama (PDC)           | 2025                             |                                 |                                 |